# Ozarba endoscota
Ozarba endoscota là một loài bướm đêm trong họ Noctuidae.